# Klaus Dammann
Klaus Dammann (* 9. Juli 1972 in Schongau) ist ein ehemaliger deutscher Volleyballspieler und heutiger -trainer.
Klaus Dammann erhielt seine Volleyball-Ausbildung beim Volleyball-Internat Frankfurt. Seit den 1990er Jahren spielte er in der ersten Bundesliga beim ASV Dachau, mit dem er unter Trainer Stelian Moculescu 1995 und 1996 Deutscher Meister sowie 1997 DVV-Pokalsieger wurde. 1996 erreichte er das Finale in der Champions League. Seit 2005 ist Klaus Dammann Trainer der mittlerweile in der zweiten Bundesliga spielenden Mannschaft.
Der heutige Architekt Klaus Dammann war 39-facher deutscher Nationalspieler.